# Mark Olson

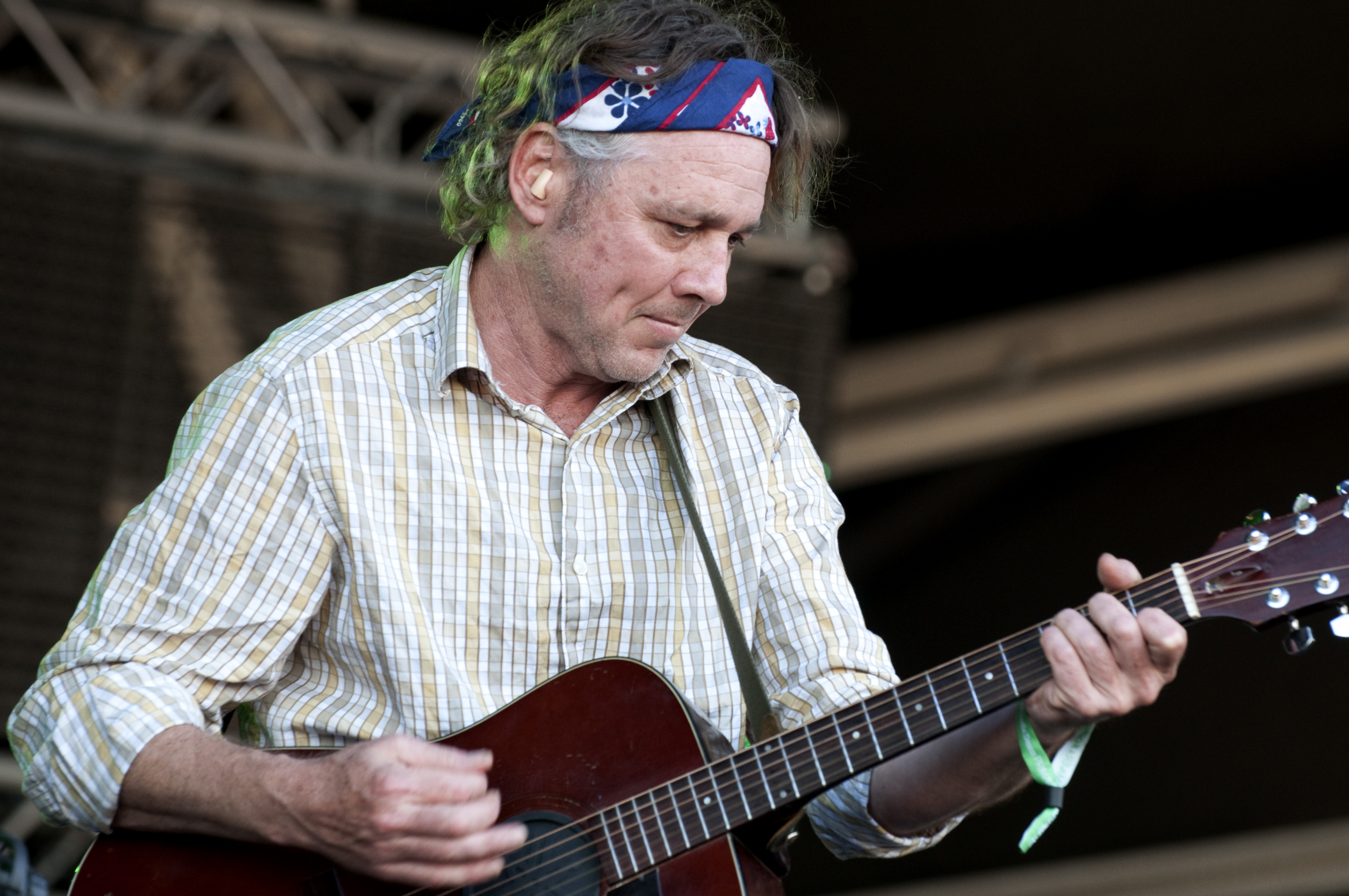
Mark Olson (2009)

Mark Olson (* 18. September 1961 in Minneapolis, Minnesota) ist ein amerikanischer Sänger, Songwriter und Gitarrist. Er war eines der Gründungsmitglieder der US-amerikanischen Alt-country-Band „The Jayhawks“, später der „(Original Harmony Ridge) Creekdippers“.

## Leben
Olson gründete die Jayhawks 1985 mit dem Sänger und Gitarristen Gary Louris und war ursprünglich der hauptsächliche Sänger und Autor der Gruppe. Mit Marc Perlman (Bass) und Thad Spencer (Schlagzeug) veröffentlichten sie ihr gleichnamiges Debütalbum 1986 beim unabhängigen Verlag Bunkhouse Records. Nach ihrem Album Blue Earth (1987 veröffentlicht im Twin Town Label aus Minneapolis) unterzeichneten sie einen Vertrag bei Def American. Ihr erstes Album bei Def American wurde 1992 das von George Drakoulias produzierte Werk Hollywood Town Hall mit der erfolgreichen Single Waiting For The Sun. Nach einer ausgedehnten Tour produzierte die Band 1995 das Album Tomorrow The Green Grass mit dem Radio-Hit Blue.
Auf dem Album befindet sich der Song Miss Williams’ Guitar, ein Liebeslied an Olsons damalige Freundin und spätere Frau, die Sängerin und Songwriterin Victoria Williams. Nach der Veröffentlichung von Tomorrow The Green Grass verließ Olson die Band, um sich um Victoria Williams zu kümmern, die an Multipler Sklerose erkrankt war. Die Jayhawks veröffentlichten später ohne ihn drei weitere Alben, bevor Olson im November 2010 für das Album Mockingbird Time und die anschließenden weltweiten Tourneen in 2011 und 2012 als Songschreiber und Sänger/Gitarrist in die Band zurückkehrte. Danach gab Olson seinen endgültigen Ausstieg aus der Band bekannt.
Olson und Williams zogen Mitte der 90er auf eine Farm nach Joshua Tree in Kalifornien und veröffentlichten mit dem Multi-Instrumentalisten Mike "Razz" Russell als The Original Harmony Ridge Creekdippers (später nur kurz Creekdippers) ab 1997 mehrere Alben. Dabei kehrte Olson zu seinen Folk- und Country-Wurzeln zurück, die Band wurde später unterstützt von Don Heffington und John Convertino (Calexico). 2000 veröffentlichte Mark Olson unter eigenem Namen als Mark Olson And The Original Harmony Ridge Creekdippers das Album My Own Jo Ellen; auf dem 2002 erschienenen „Creekdippers“-Album December’s Child singt er ein Lied zusammen mit seinem ehemaligen Jayhawks-Kollegen Gary Louris. Das 2004 zunächst nur im Eigenverlag erschienene Political Manifest der Creekdippers setzte sich wütend mit der US-amerikanischen Politik auseinander.
2005 trennten sich Olson und Williams, unternahmen aber noch eine gemeinsame Europa-Tour mit den Creekdippers. 2007 erschienen sein erstes reines Solo-Album The Salvation Blues und der gleichnamige halbstündige Dokumentarfilm von Regisseur Ray Foley über die Entstehung und Hintergründe des Albums.
2008 veröffentlichte Olson zusammen mit Gary Louris, seinem ehemaligen Songwriting-Partner bei den Jayhawks, das klassische Singer/Songwriter-Album Ready for the Flood. Produziert hat das Album Chris Robinson von den Black Crowes.
2010 erschien Many Colored Kite auf Rykodisc mit der norwegischen Sängerin und Multi-Instrumentalistin Ingunn Ringvold und einem Duett mit Jolie Holland. Extensive Touren in den USA und Europa folgten sowie längere Aufenthalte in Norwegen, Südafrika und Albanien.
Im September 2014 erschien das mit seiner Ehefrau Ingunn Ringvold in verschiedenen Ländern aufgenommene Americana/Weltmusik/Folk-Album Goodbye Lizelle auf dem deutschen Label Glitterhouse zu sehr guten Kritiken. Die Veröffentlichung in den USA folgte im Februar 2015.

## Diskographie

### Mit den Jayhawks
- The Jayhawks (1986)
- Blue Earth (1989)
- Hollywood Town Hall (1992)
- Tomorrow the Green Grass (1995)
- Mockingbird Time (2011)

### Mit The Original Harmony Ridge Creekdippers
- The Original Harmony Ridge Creek Dippers (1997)
- Pacific Coast Rambler (1998)
- Zola And The Tulip Tree (1999)
- My Own Jo Ellen (2000)
- December’s Child (2002)
- Mystic Theatre (2004)
- Political Manifest (2004)

### Solo
- The Salvation Blues (2007)
- Many Colored Kite (2010)
- Goodbye Lizelle (2014)

### Mit Gary Louris
- Ready for the Flood (2008)